# Speyrer Pfarrpfründe Eppingen
Die ehemalige Speyrer Pfarrpfründe Eppingen  war eine Pfründe in der Pfarrkirche in Eppingen, die seit 1057 existierte und die Besoldung des Pfarrers oder seiner Vertretung sicherte.  

## Geschichte
Die Speyrer Pfarrpfründe wurde so genannt, weil das Guidonsstift in Speyer das Patronatsrecht über diese Pfarrei hatte. 

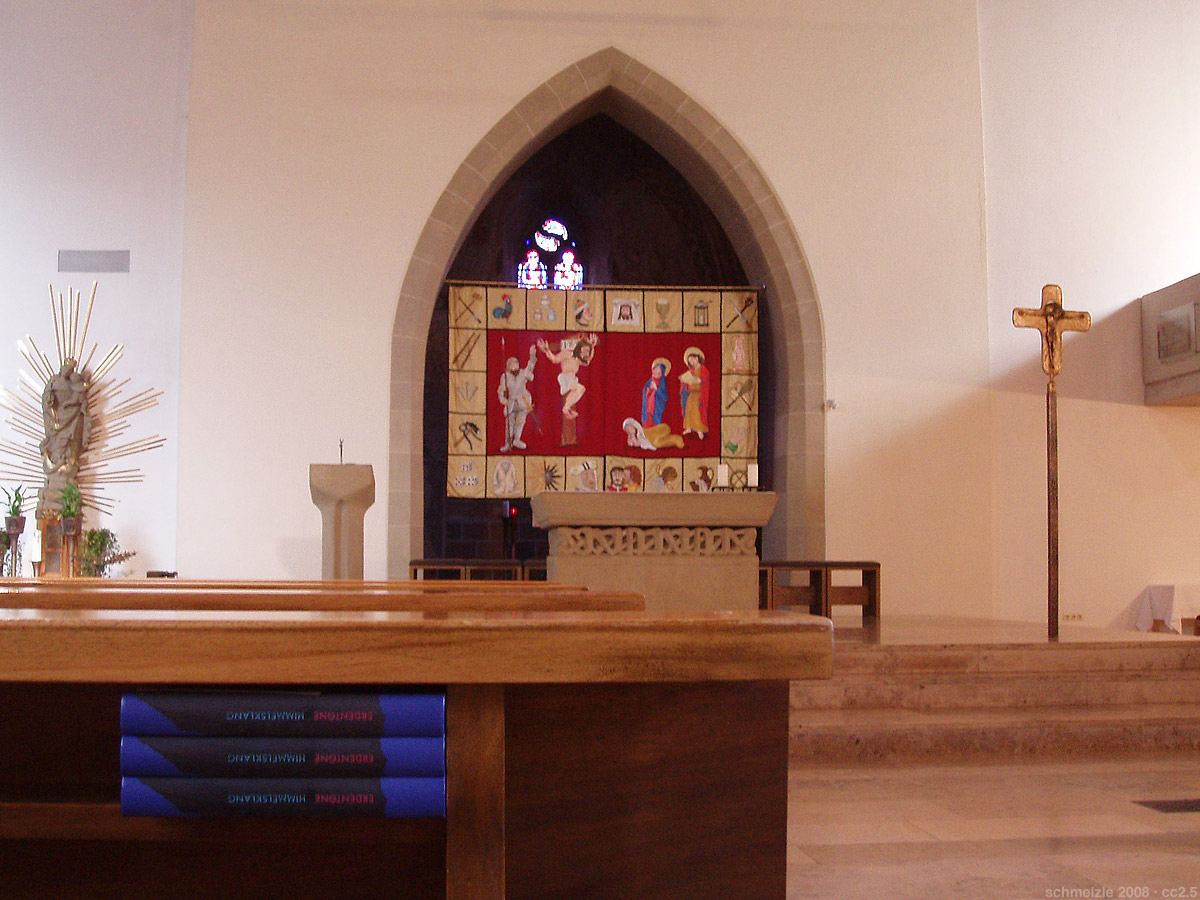
Altar in der Pfarrkirche Unsere Liebe Frau in Eppingen

König Heinrich IV. schenkte in einer Urkunde aus dem Jahr 1057 dem Bischof von Speyer ein Frongut (praedium) in Eppingen, das zur Kirche Unsere Liebe Frau in Eppingen gehörte. Der Bischof von Speyer unterstellte die Pfarrei dem Archidiakonat des St. Guidonsstiftes in Speyer. Die Einnahmen verblieben zunächst jedoch beim Domdekan und dem Domkapitel des Bistums Speyer. 1502 wurde die Pfarrstelle umgewandelt, so dass die Pfarrfunktion von einem Vikar versehen wurde. 
Infolge der Reformation ging die Pfarrei an die Reformierten über, die einen Diakon an die Stelle eines Pfarrers setzten. Das St. Guidonsstift musste  weiterhin die Besoldung zahlen, denn es bekam weiterhin einen Teil des Zehnten in Eppingen.  
1801 verkaufte das St. Guidonsstift einen großen Teil seiner Güter in Eppingen und 1803 wurde es durch die Säkularisation aufgehoben. Das Großherzogtum Baden bekam dadurch die restlichen Besitzungen des Stiftes. Von nun an wurden die Zehnten vom Stift Sinsheim eingezogen und der reformierte Pfarrer aus diesen Einnahmen besoldet.

## Pfründner
- bis 1687 Josua Timannus
- bis 1700 Johann Rheinius
- bis 1705 Johann Helfenstein
- bis 1710 Johann Rosencrantz
- bis 1724 Wilipert
- bis 1730 Michael Schefer
- bis 1753 Johann Philipp Mohr
- bis 1776 Johann Müller
- bis 1784 Johann Heidäus
- bis 1789 Johann Köster
- bis 1799 Friedrich Rieger
- bis 1806 Johann Mathias Schember
- bis 1828 Philipp Müller
- bis 1829 Philipp Kern
- bis 1844 W. Gaa
- bis 1859 Christoph Sachs
- bis 1869 C. F. Mann
- bis 1870 Peter Schäfer
- bis 1871 G. Ehrhardt
- 1871 bis 1. Oktober 1895 Adolf Schmidt
- ab 1. Oktober 1895 Ludwig Reimold, Stadtpfarrer